# Severo Santo Endelechio
Severo Santo Endelechio (in latino Severus Sanctus Endelechius; Gallia, ... – ...; fl. IV secolo) è stato uno scrittore e oratore romano del IV secolo.

## Biografia
Pochissimo si sa della sua nascita e del suo luogo natale: secondo le testimonianze in nostro possesso, sarebbe stato originario della Gallia ma poi si sarebbe trasferito a Roma per iniziare la carriera oratoria. Molto probabilmente va identificato con il Severo retore che fu amico di Paolino di Nola.

## De mortibus boum
Fu autore di scritti di tipo bucolico sul modello virgiliano: l'unica sua opera a noi giunta è De mortibus boum ("La morte dei buoi"): si presenta come un idillio di 33 strofe asclepiadee dove il personaggio principale di nome Bucolo si lamenta con Egone per un'epidemia che ha colpito la sua mandria: interviene allora Titiro che parla della salvezza che era riuscito a dare ai suoi buoi, tracciando un segno della croce sulla loro fronte. Bucolo ed Egone decidono di convertirsi al cristianesimo. L'opera è conosciuta anche con il titolo Carmen bucolicum de virtute signi crucis domini.